# Agriocnemis pinheyi
Agriocnemis pinheyi – gatunek ważki z rodziny łątkowatych (Coenagrionidae).
Występuje w południowej połowie Afryki – od Tanzanii i Demokratycznej Republiki Konga po RPA. W RPA imago lata od września do końca marca.
Długość ciała 19,5–20 mm. Długość tylnego skrzydła 9,5–10 mm.